# Велоспорт на летних Олимпийских играх 2024 — командный спринт (женщины)
Соревнования женщин в командном спринте по трековому велоспорту на летних Олимпийских играх 2024 года прошли 5 августа 2024 года на Национальном Велодроме Сен-Кантен-ан-Ивелин в городе Монтиньи-ле-Бретоннё.

## Формат соревнований
Командная спринтерская гонка состоит из трёх кругов (750 м). В каждой команде участвуют три велосипедиста. Каждый член команды должен лидировать на протяжении одного из кругов. Время команды отсчитывается с момента финиша последнего из трёх велосипедистов. 
Первым этапом соревнований является квалификация, в которой каждая команда стартует отдельно. По результатам квалификации команды разбиваются на пары (1-я и 8-я, 2-я и 7-я и т.д.) для участия в первом круге. В первом и медальном кругах  проводятся заезды с участием двух команд, стартующих с противоположных сторон трассы. Победители четырёх заездов первого круга проходят в медальный круг, где два самых быстрых победителя соревнуются в финале за золото, а два более медленных победителя соревнуются за бронзу. 

## Расписание
Соревнования продолжались в течение одного дня. Время начала соревнований указано местное (UTC+2)
| Дата                  | Время | Раунд          |
| --------------------- | ----- | -------------- |
| Понедельник 5 августа | 18:55 | Квалификация   |
| Понедельник 5 августа | 18:55 | Первый круг    |
| Понедельник 5 августа | 19:46 | Медальный круг |

## Призёры
| Золото                                                        | Серебро                                                     | Бронза                                               |
| Великобритания · Кэти Марчант · Софи Кейпвелл · Эмма Финукейн | Новая Зеландия · Ребекка Петч · Шане Фултон · Эллесс Эндрюс | Германия · Паулина Грабош · Эмма Хинце · Леа Фридрих |

## Результаты

### Квалификация
| Место | Страна         | Спортсменки                                        | Результат | Примечания |
| ----- | -------------- | -------------------------------------------------- | --------- | ---------- |
| 1     | Великобритания | Кэти Марчант Софи Кейпвелл Эмма Финукейн           | 45,472    | WR         |
| 2     | Новая Зеландия | Ребекка Петч Шане Фултон Эллесс Эндрюс             | 45,593    |            |
| 3     | Германия       | Паулина Грабош Эмма Хинце Леа Фридрих              | 45,644    |            |
| 4     | Нидерланды     | Кира Ламберинк Хетти ван де Вау Стеффи ван дер Пет | 46,086    |            |
| 5     | Китай          | Го Юйфан Бао Шаньцзюй Юань Лиин                    | 46,458    |            |
| 6     | Мексика        | Джессика Саласар Юли Вердуго Даниэла Гаксиола      | 46,587    |            |
| 7     | Польша         | Марлена Карвацкая Урсула Лось Никола Сибяк         | 47,284    |            |
| 8     | Канада         | Сара Орбан Лорьян Жене Келси Митчелл               | 47,578    |            |

### Первый круг
| Место | Заезд | Страна         | Спортсменки                                        | Результат | Примечания |
| ----- | ----- | -------------- | -------------------------------------------------- | --------- | ---------- |
| 1     | 4     | Великобритания | Кэти Марчант Софи Кейпвелл Эмма Финукейн           | 45,338    | QG, WR     |
| 2     | 3     | Новая Зеландия | Ребекка Петч Шане Фултон Эллесс Эндрюс             | 45,348    | QG         |
| 3     | 2     | Германия       | Паулина Грабош Эмма Хинце Леа Фридрих              | 45,377    | QG         |
| 4     | 1     | Нидерланды     | Кира Ламберинк Хетти ван де Вау Стеффи ван дер Пет | 45,798    | QG         |
| 5     | 2     | Мексика        | Джессика Саласар Юли Вердуго Даниэла Гаксиола      | 46,198    |            |
| 6     | 1     | Китай          | Го Юйфан Бао Шаньцзюй Юань Лиин                    | 46,362    |            |
| 7     | 4     | Канада         | Сара Орбан Лорьян Жене Келси Митчелл               | 46,816    |            |
| 8     | 3     | Польша         | Марлена Карвацкая Урсула Лось Никола Сибяк         | 47,022    |            |

### Медальный круг
| Место            | Страна         | Спортсменки                                        | Результат | Примечания |
| ---------------- | -------------- | -------------------------------------------------- | --------- | ---------- |
| Финал            |                |                                                    |           |            |
| 1                | Великобритания | Кэти Марчант Софи Кейпвелл Эмма Финукейн           | 45,186    | WR         |
| 2                | Новая Зеландия | Ребекка Петч Шане Фултон Эллесс Эндрюс             | 45,659    |            |
| Заезд за 3 место |                |                                                    |           |            |
| 3                | Германия       | Паулина Грабош Эмма Хинце Леа Фридрих              | 45,400    |            |
| 4                | Нидерланды     | Кира Ламберинк Хетти ван де Вау Стеффи ван дер Пет | 45,690    |            |
| Заезд за 5 место |                |                                                    |           |            |
| 5                | Мексика        | Джессика Саласар Юли Вердуго Даниэла Гаксиола      | 46,251    |            |
| 6                | Китай          | Го Юйфан Бао Шаньцзюй Юань Лиин                    | 46,572    |            |
| Заезд за 7 место |                |                                                    |           |            |
| 7                | Польша         | Марлена Карвацкая Урсула Лось Никола Сибяк         | 47,175    |            |
| 8                | Канада         | Сара Орбан Лорьян Жене Келси Митчелл               | 47,631    |            |